# カルトヴェリア (小惑星)
カルトヴェリア (781 Kartvelia) は小惑星帯にある小惑星。グリゴリー・ネウイミンがクリミア半島のシメイズ天文台で発見した。
グルジア人の現地語での自称、「カルトヴェリ人」に因んで名付けられた。